# Сальвадор Пінеда
Сальвадор Пінеда Попока (ісп. Salvador Pineda Popoca; нар. 16 червня 1952, Уетамо, Мічоакан) — мексиканський актор театру, кіно та телебачення.

## Життєпис
Народився 16 червня 1952 року у місті Уетамо, штат Мічоакан. Вивчав акторську майстерність в Академії Андреса Солера під керівництвом Карлоса Ансіри. Тоді ж почав грати на сцені. 1977 року вперше з'явився на телебаченні в маленькій ролі у теленовелі «Ріна» виробництва компанії Televisa. Справжній успіх принесли ролі негативних персонажів Андреса Санчеса Фуентеса у серіалі «Соледад» (1980—1981), де він зіграв спільно з Лібертад Ламарке та Крістіан Бах, та Максиміліано Альбеніса у теленовелі «Ніхто, крім тебе» (1985) за участю Лусії Мендес та Андреса Гарсії. Також успішними стали його ролі у кінофільмах «Дім, що палає вночі» (1985) за романом Рікардо Гарая та «Маленький, але гострий» (1986) з Веронікою Кастро. 1991 року отримав премію TVyNovelas у категорії Найкращий актор другого плану за роль у серіалі «Моя маленька Соледад».
Актор ніколи не був одружений. Наприкінці 1980-х років перебував у стосунках з венесуельською акторкою Майрою Алехандрою, — 27 березня 1989 року народився їхній син Аарон Сальвадор, який виховувався матір'ю. До того актор мав тривалі стосунки з мексиканською акторкою Альмою Дельфіною.

## Вибрана фільмографія
| Рік       |   | Українська назва          | Оригінальна назва                 | Роль                     |
| --------- | - | ------------------------- | --------------------------------- | ------------------------ |
| 1977      | с | Ріна                      | Rina                              | Нене                     |
| 1978      | с | Розалія                   | Rosalia                           | Леонель                  |
| 1980      | с | Колоріна                  | Colorina                          | Енріке                   |
| 1980—1981 | с | Соледад                   | Soledad                           | Андрес Санчес Фуентес    |
| 1981      | с | Право на народження       | El detecho nacer                  | Альфредо                 |
| 1982      | с | Б'янка Відаль             | Bianca Vidal                      | Хосе Мігель Медіна Рівас |
| 1985      | с | Ніхто, крім тебе          | Tú o nadie                        | Максиміліано Альбеніс    |
| 1985      | ф | Дім, що палає вночі       | La casa que arde noche            | Єлезар                   |
| 1986      | ф | Маленький, але гострий    | Chiquita pero picosa              | Альберто Веласко         |
| 1986—1987 | с | Таємна стежка             | El csmino secreto                 | Давид                    |
| 1988      | с | Моє ім'я Корахе           | Mi nombre Coraje                  | Херонімо Корахе          |
| 1990      | с | Моя маленька Соледад      | Mi pequeña Soledad                | Герардо                  |
| 1992—1993 | с | Марієлена                 | Marielena                         | Естебан                  |
| 1993      | с | Гвадалупе                 | Guadalupe                         | Антоніо Інфанте          |
| 1995      | с | Морелія                   | Morelia                           | Федеріко Кампос Міранда  |
| 1997      | ф | Сусана Сантьяго           | Susana Santiago                   | Арсеніо                  |
| 1997      | с | Есмеральда                | Esmeralda                         | доктор Лусіо Малавер     |
| 1999      | ф | Садівник                  | El jardinero                      | Маріо Аргумедо           |
| 2009      | с | Жінки-вбивці              | Mujeres asesinas                  | Маріо Домінгес           |
| 2009—2010 | с | Дике серце                | Corazón salvaje                   | Аркадіо Солано           |
| 2011      | с | Тріумф любові             | Triunfo de amor                   | Родольфо Паділья         |
| 2012      | с | Як то кажуть              | Como dice el dicho                | Ліно                     |
| 2013      | ф | Щоденник повії            | El diario de una prostituta       | Чанго                    |
| 2014—2015 | с | Італійка збирається заміж | Muchacha italiana viene a casarse | Данте Давалос            |
| 2017      | с | У диких землях            | En tierras salvajes               | Амадор Моралес           |
| 2019      | с | Дім квітів                | La casa de las flores             | Маурісіо Полло           |

## Нагороди та номінації
TVyNovelas Awards
- 1986 — Номінація на найкращого лиходія (Ніхто, крім тебе).
- 1987 — Номінація на найкращого актора (Таємна стежка).
- 1991 — Найкращий актор другого плану (Моя маленька Соледад).
- 1998 — Номінація на найкращого лиходія (Есмеральда).

ACE Awards
- 1986 — Найкращий актор другого плану (Ніхто, крім тебе).

Премія ACPT
- 2008 — Найкращий акторський ансамбль (12 розгніваних чоловіків)[2].